# MobiCat
MobiCat ist ein elektrisch betriebener Passagier-Katamaran, der von der Schweizer Bielersee-Schifffahrts-Gesellschaft betrieben wird. Er bezieht seine Antriebsenergie aus Solarenergie. Das Wasserfahrzeug wurde 2001 gebaut und verkehrt seit Anfang Juli des Jahres auf dem Bielersee.
Ausgeführt wurde das Projekt von der Gesellschaft Mont-Soleil, der BKW FMB Energie AG, der Ingenieurgemeinschaft SolarCat (Projektentwicklung), der Bielersee-Schifffahrts-Gesellschaft (Betreiberin), der Schweizerischen Mobiliar Versicherungsgesellschaft (Namensgeberin) und der Certina Kurth Frères SA. Der Bau des Schiffes kostete rund 2,8 Millionen Schweizer Franken.

## Technische Daten und Ausstattung

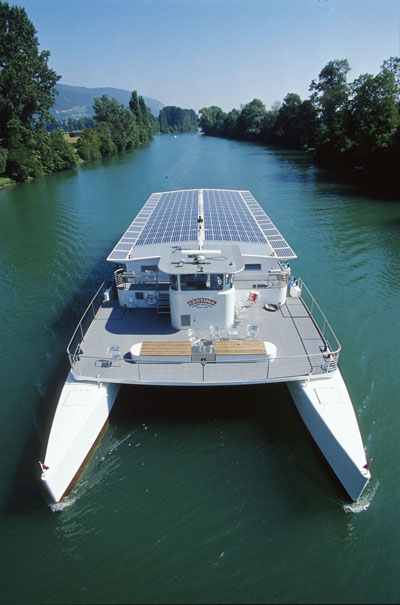
MobiCat – Draufsicht

Das rund 115 t schwere Schiff wird von zwei Elektromotoren mit jeweils 81 kW Leistung angetrieben. Die Stromerzeugung erfolgt durch Solarzellen, die auf 180 m² des Oberdecks angebracht sind. Die Solarzellen leisten 20 kWp und speisen zwei jeweils 3,5 t schwere Akkubänke. Die Akkumulatoren können auch im Hafen aus dem Stromnetz gespeist werden. Die Reichweite des Schiffes ist mit 120 bis 170 km angegeben. Ohne Nachladung der Akkumulatoren durch Solarenergie kann das Schiff rund 50 bis 100 km fahren.
Die Passagierkapazität beträgt 150 Personen. 72 Personen können im überdachten Bereich des Schiffes befördert werden.